# Egenolf Engelhard
Egenolf Engelhard (* 5. April 1903 in Wiesbaden; † 16. Oktober 1995 in Plettenberg) war ein deutscher Unternehmer.

## Werdegang
Engelhard kam als Sohn der Eheleute Anna und Adolf Engelhard zur Welt. Nach einem Studium in Maschinenbau und Wirtschaft trat er 1928 in das familieneigene Unternehmen, den Gerätehersteller Seissenschmidt ein und übernahm nach dem Tod seines Vaters die Leitung der Firma. Er ließ 1933 eine neue Fertigungsstätte errichten und baute das Unternehmen nach Ende des Zweiten Weltkriegs wieder auf. In den 1960er Jahren richtete er es als Automobilzulieferer neu aus und erschloss zudem die Zementproduktion als neues Geschäftsfeld. Von 1975 bis 1977 verlagerte er zur Neuentwicklung der Plettenberger Innenstadt die gesamten Produktionsstätten nach Köbbinghausen.

## Ehrungen
- 1978: Verdienstkreuz 1. Klasse der Bundesrepublik Deutschland[1]
- 1977: Ehrenring der Stadt Plettenberg